# Victor Borge
Victor Borge (Copenhague, 3 de janeiro de 1909 – Greenwich, 23 de dezembro de 2000), nome artístico de Børge Rosenbaum, foi um  pianista, regente e comediante dinamarquês estabelecido nos Estados Unidos.
Conquistou grande popularidade graças a seus shows e apresentações no teatro, rádio e televisão americanos e europeus onde apresentava peças musicais do repertório erudito em situações cômicas. Em 1960, era considerado o artista mais bem pago do mundo.

## Biografia

### Primeiros anos
Victor Borge nasceu "Børge Rosenbaum" em 1909, em Copenhague, na Dinamarca, no seio de uma família judia asquenaze. Seus pais eram Bernhard e Frederikke Rosenbaum, sendo ambos músicos. Seu pai era violista da Orquestra Real Dinamarquesa. Victor começou a ter aulas de piano com apenas 2 anos de idade, com um talento que logo indicou que ele se tornaria um prodígio no instrumento. Seu primeiro recital de piano foi aos 8 anos de idade, em 1918, o que lhe garantiu uma bolsa de estudos completa pela Royal Danish Academy of Music, sob a orientação de Olivo Krause. Depois, Victor teve aulas com Victor Schiøler, Frederic Lamond e Ferruccio Busoni.
Seu primeiro grande concerto foi em 1926, na Danish Odd Fellow Palæet, uma casa de concertos em Copenhague. Depois de vários anos como pianista clássico, Victor passou a fazer o que depois se tornaria sua marca registra, o show de comédia stand-up, que misturava bom humor, música clássica e piadas. Em 1933, ele se casou com a norte-americana Elsie Chilton e no mesmo ano estreou em teatro de revista.
Victor começou a excursionar extensivamente pela Europa, onde começou a fazer piadas anti-nazistas. Quando forças alemãs ocuparam a Dinamarca em 9 de abril de 1940, na Segunda Guerra Mundial, Victor estava em um concerto na Suécia e assim conseguiu fugir para a Finlândia. Ele então viajou para os Estados Unidos a bordo do SS American Legion, um antigo porta-tropas da Primeira Guerra Mundial, convertido em navio de passageiros e de carga, e o último navio neutro a partir do porto de Pechengsky, na Finlândia.
Victor desembarcou em solo norte-americano em 28 de agosto de 1940, com cerca de 20 dólares no bolso (358 em valores atuais) e com pouco conhecimento de língua inglesa. Pagava 15 centavos para assistir filmes e tentar repetir as palavras na esperança de aprender a falar inglês. Disfarçado de marinheiro, Victor retornou à Dinamarca uma vez, durante a ocupação nazista, para visitar a mãe muito doente.

### Estados Unidos

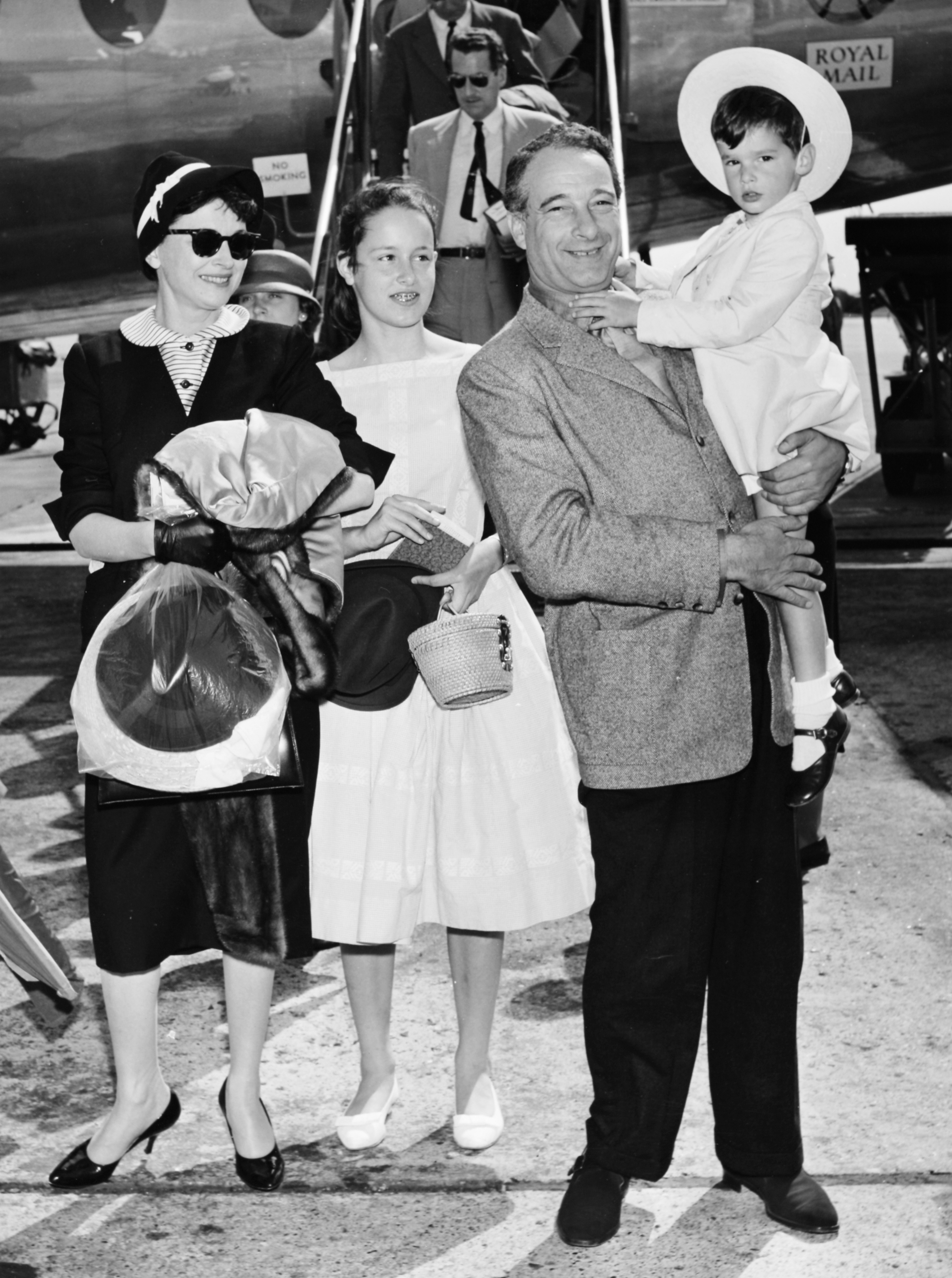
Victor Borge com a família, chegando no Aeroporto Kastrup, em Copenhague, 1958

Ainda que não falasse fluentemente o inglês quando chegou ao país, ele rapidamente se adaptou à audiência norte-americana, aprendendo inglês assistindo a filmes. Adotou o nome artístico de Victor Borge e em 1941 estreou em um programa de rádio com Rudy Vallee. Em seguida foi contratado por Bing Crosby para o seu programa, Kraft Music Hall.
Victor logo ficou famoso, ganhando o prêmio de Melhor Performance da New Radio, em 1942. Logo depois, convites para o cinema foram feitos, um deles para trabalhar ao lado de Frank Sinatra em Higher and Higher. Foi apresentando seu programa, The Victor Borge Show, no começo de 1946, que ele adotou muitas de suas marcas registradas no humor.
Em 1948 Victor participou várias vezes no programa de Ed Sullivan e no mesmo ano se naturalizou norte-americano. No John Golden Theatre, em Nova Iorque, ele começou seu show Comedy in Music, em 2 de outubro de 1953, que se tornaria o show solo mais longo na história do teatro, com 849 apresentações, quando acabou em 21 de janeiro de 1956, que lhe garantiu um lugar no livro do Guinness World Records.
Victor também tocou e conduziu orquestras, como a Orquestra Sinfônica de Chicago, a Orquestra Filarmônica de Nova Iorque e a Orquestra Filarmônica de Londres. Em 1992, pode conduzir a Orquestra Real Dinamarquesa, em Copenhague. Victor continuou se apresentando até aos 90 anos de idade.

## Vida pessoal
Victor casou com a sua primeira esposa, Elsie Chilton, em 1933. Depois do divórcio com Elsie, casou com Sarabel Sanna Scraper em 1953. Ficou casado com Sarabel até à morte dela em setembro de 2000, aos 83 anos. Victor teve cinco filhos, que por vezes chegaram a tocar junto do pai. Ronald Borge e Janet Crowle com Elsie; Sanna Feinstein, Victor Bernhard e Frederikke (Rikke) Borge com Sarabel.

## Outros interesses
Era proprietário de uma quinta nos arredores de Silves, Portugal. Além de várias participações em show de variedades na televisão, Victor escreveu três livros: My Favorite Intermissions, My Favorite Comedies in Music e uma autobiografia, chamada Smilet er den korteste afstand ("The Smile is the Shortest Distance") com Niels-Jørgen Kaiser.

## Morte
Victor morreu enquanto dormia no dia 23 de dezembro de 2000, em Greenwich, Connecticut, aos 91 anos. Ele tinha voltado de uma apresentação na Dinamarca. Atendendo aos seus pedidos, parte de suas cinzas foram enterradas no Cemitério Putnam, em Greenwich, com uma réplica da estátua de A Pequena Sereia, sentada em um rochedo no lugar de seu túmulo, e a outra parte foi enterrada no cemitério judeu Mosaisk Vestre Begravelsesplads, em Copenhague.